# (5738) Billpickering
(5738) Billpickering ist ein marsbahnkreuzender Asteroid des Hauptgürtels, der am 27. Oktober 1989 von der US-amerikanischen Astronomin Eleanor Helin am Palomar-Observatorium (IAU-Code 675) nordöstlich von San Diego in Kalifornien entdeckt wurde.
Der Himmelskörper wurde nach dem neuseeländisch-US-amerikanischen Weltraumpionier William Hayward Pickering (1910–2004) benannt, der von 1954 bis 1976 Direktor des Jet Propulsion Laboratory (JPL) war.